# Mosquée El Fell

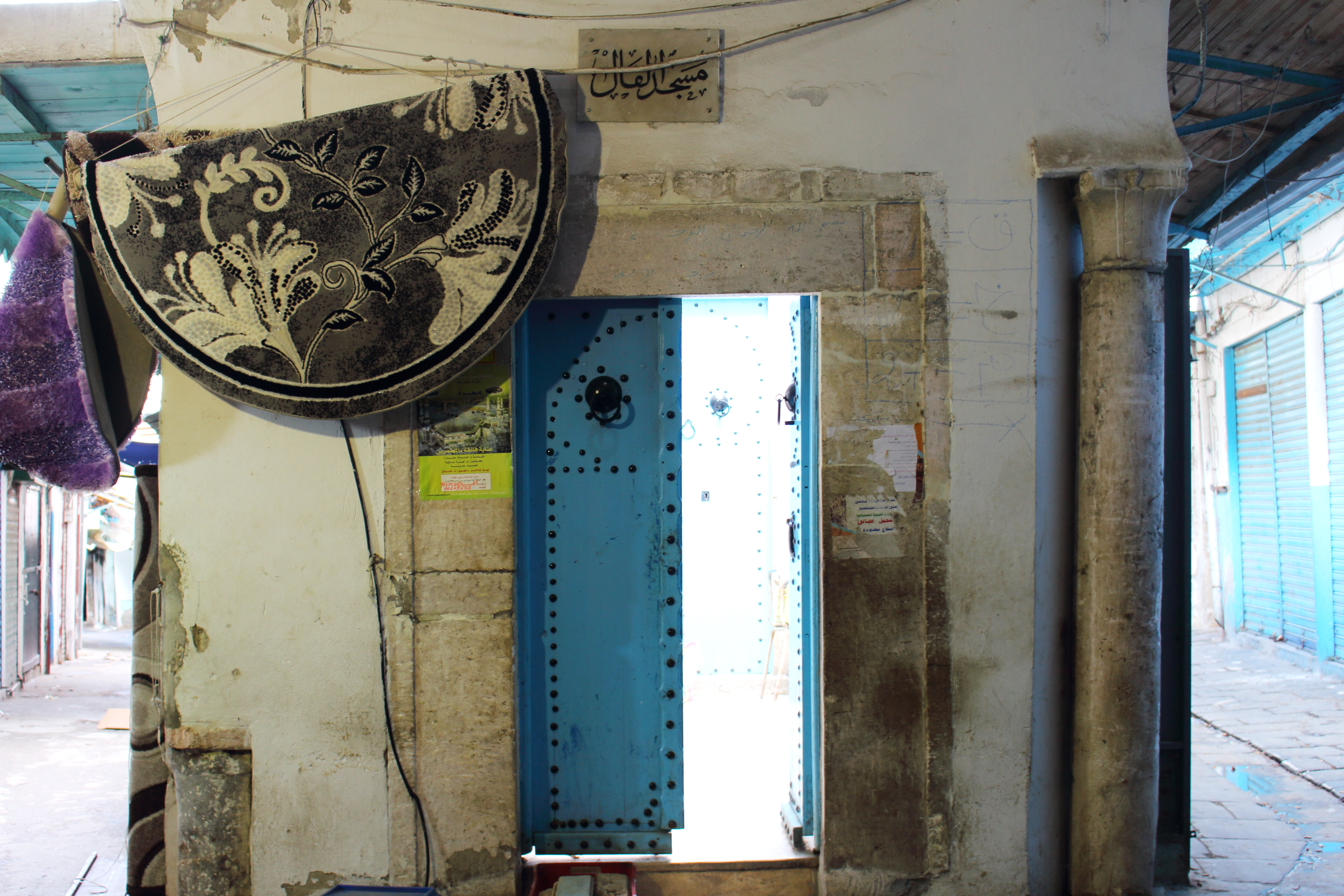
Façade de la mosquée

La mosquée El Fell (arabe : مسجد الفال) ou mosquée de la Chance, est une mosquée tunisienne située dans le quartier El Azzafine, au centre de la médina de Tunis, ainsi qu'un monument classé depuis le 19 octobre 1992.

## Localisation
Elle se trouve au numéro 101 de la rue de la Kasbah, près de l'entrée du souk En Nhas.

## Étymologie
Certains visitent cet édifice pour avoir de la chance, dite fell en dialect tunisien, alors que les oulémas désapprouvent cette idée.

## Histoire
Selon l'historien Mohamed Belkhodja, la mosquée est construite pendant l'époque sanhajienne, plus connue dans l'histoire comme l'époque ziride, une dynastie qui a régné sur le Maghreb entre 972 et 1014, puis sur une partie de celui-ci, l'Ifriqiya, jusqu'en 1148.